# Camper (programma televisivo)
Camper è un programma televisivo italiano di genere culinario e rotocalco, in onda su Rai 1 dal 6 giugno 2022 dal lunedì al venerdì, condotto da Roberta Morise e Tinto fino al 9 settembre 2022, da Marcello Masi dal 13 giugno 2023 al 2 agosto 2024 e da Peppone dal 5 agosto 2024.

## Il programma
Il programma, nato da un'idea di Angelo Mellone per sostituire È sempre mezzogiorno! (in onda su Rai 1 dal 28 settembre 2020 con la conduzione di Antonella Clerici) durante la pausa estiva, riguarda il giro di tutta Italia con un camper dove vengono proposti servizi e varie rubriche.
Nella prima edizione il programma presentava rubriche come Tele Camper, in cui le persone inviavano dei video su un camper all'indirizzo mail del programma, e Nella Vecchia Trattoria, in cui Federica De Denaro conduceva e giudicava una sfida tra due regioni diverse.

## Edizioni
| Edizione | Anno | Conduzione     | Conduzione    | Periodo        | Periodo          | Puntate | Regia            | Studio                                                         |
| Edizione | Anno | Conduzione     | Conduzione    | Inizio         | Fine             | Puntate | Regia            | Studio                                                         |
| -------- | ---- | -------------- | ------------- | -------------- | ---------------- | ------- | ---------------- | -------------------------------------------------------------- |
| 1ª       | 2022 | Roberta Morise | Tinto         | 6 giugno 2022  | 9 settembre 2022 | 65      | Luigi Rizza      | Studio 3 e 1 del Centro di produzione TV Raffaella Carrà, Roma |
| 2ª       | 2023 | Marcello Masi  | Marcello Masi | 13 giugno 2023 | 8 settembre 2023 | 64      | Luigi Rizza      | Studio 2 degli Studi televisivi Fabrizio Frizzi, Roma          |
| 3ª       | 2024 | Marcello Masi  | Peppone       | 3 giugno 2024  | 6 settembre 2024 | 59      | Fernando Lizzani | Studio 3 del Centro di produzione TV Raffaella Carrà, Roma     |
| 4ª       | 2025 | Peppone        | Peppone       | 2 giugno 2025  | in corso         | 49      | Fernando Lizzani | Studio 2 del Centro di produzione TV Raffaella Carrà, Roma     |

## Inviati
- Lorenzo Branchetti (dal 2022)
- Mirko Gancitano (dal 2022)
- Elisa Silvestrin (dal 2022)
- Monica Caradonna (dal 2022)
- Maria Elena Fabi (2022)
- Samuel Peron (2022)
- Marco Di Buono (2022, dal 2024)
- Gloria Aura Bortolini (dal 2022)
- Bianca Luna Santoro (2022)
- Francesco Gasparri (2022-2024)
- Annalisa Baldi (dal 2023)
- Maria Onori (2023-2024)
- Valentina Caruso (dal 2023)
- Antonella Ferrari (dal 2023)
- Fabrizio Nonis (dal 2022)
- Luca Sardella (dal 2024)
- Marco Scorza (dal 2024)
- Roberta Paris (dal 2024)
- Eduardo Dado Tasca (dal 2024)
- Angela Achilli (dal 2024)
- Dado Coletti (dal 2024)
- Cristina Rinaldi (dal 2025)
- Daria Luppino (dal 2025)
- Davide Nanni (dal 2025)

## Cuochi
- Marco Bottega
- Andrea Palmieri
- Daniele Reponi
- Maria Cristina Bellelli
- Simone Fracassi
- Sara Brancaccio
- Andrea e Chiara Alí
- Pino Golia
- Fausto Scola
- Michela Gusciglio

## Programmazione
| Edizione | Rete televisiva | Anno | Stagione | Orario      | Durata  | Programmazione | Programmazione | Programmazione | Programmazione | Programmazione | Programmazione | Programmazione | Collocazione |
| Edizione | Rete televisiva | Anno | Stagione | Orario      | Durata  | L              | M              | M              | G              | V              | S              | D              | Collocazione |
| -------- | --------------- | ---- | -------- | ----------- | ------- | -------------- | -------------- | -------------- | -------------- | -------------- | -------------- | -------------- | ------------ |
| 1ª       | Rai 1           | 2022 | estate   | 12:00-13:30 | 90 min  |                |                |                |                |                |                |                | Day-time     |
| 1ª       | Rai 1           | 2022 | estate   | 11:30-13:30 | 120 min |                |                |                |                |                |                |                | Day-time     |
| 2ª       | Rai 1           | 2023 | estate   | 12:30-13:30 | 60 min  |                |                |                |                |                |                |                | Day-time     |
| 3ª       | Rai 1           | 2024 | estate   | 12:00-13:30 | 90 min  |                |                |                |                |                |                |                | Day-time     |
| 4ª       | Rai 1           | 2025 | estate   | 12:00-13:30 | 90 min  |                |                |                |                |                |                |                | Day-time     |

## Sigla
La sigla principale del programma è stata scritta da Simone Papi e Simone Rapinelli. Nella prima edizione era cantata dai conduttori Roberta Morise e Tinto mentre dalla seconda edizione è strumentale. 

### Sigle di chiusura
Ogni anno la sigla finale del programma è rappresentata da un tormentone estivo differente: nella terza edizione è stato scelto il singolo Frutta malinconia di Francesco Gabbani, mentre nella prima e nella seconda edizione sono stati utilizzati rispettivamente Litoranea di Elisa e Ci pensiamo domani di Angelina Mango. Dalla quarta edizione come sigla di chiusura viene utilizzato il singolo A me mi piace di Alfa e Manu Chao.

## Spin-off

### Camper in viaggio
Camper in viaggio è uno spin-off di Camper in onda su Rai 1 dal 19 giugno 2023, con la conduzione di Roberta Morise e Tinto fino all'8 settembre 2023 (già conduttori della prima edizione del programma originale), mentre dal 3 giugno 2024 quest'ultimo viene affiancato da Lorella Boccia. Dal 2 giugno 2025, in seguito al passaggio di Lorella Boccia a Unomattina Weekly, viene sostituita da Alessia Mancini.